# Ryk Neethling
Ryk Neethling (* 17. November 1977 in Bloemfontein) ist ein südafrikanischer Schwimmer.

## Werdegang
Neethlings Stärke ist das Freistilschwimmen, wobei er vor 2000 vorwiegend längere Strecken schwamm und sich seitdem auf die 50-m- und 100-m-Strecken konzentriert. Er lebt, trainiert und studiert in den USA an der University of Arizona. Im November 2005 wurde bekannt, dass Neethling mehrere Millionen Dollar für einen Nationalitätenwechsel nach Katar angeboten bekam. Dies lehnte Neethling aber ab.
2006 erhielt er den Order of Ikhamanga in Silber.

## Weitere Erfolge
- Fünfter bei den Olympischen Spielen 1996 in Atlanta über 1500 m Freistil
- Fünfter bei den Olympischen Spielen 2000 in Sydney über 1500 m Freistil
- Vierter der Commonwealth Games 2002 in Manchester über 100 m Freistil